# Enterprise JavaBeans Certificate Authority
Die Enterprise JavaBeans Certificate Authority (kurz EJBCA) ist eine Anwendung für Jakarta-EE-Server, die eine Zertifizierungsstelle (CA) für eine Public-Key-Infrastruktur (PKI) darstellt. Sie steht unter der GNU Lesser General Public License (LGPL). Sie kann auf den Application Servern WildFly, OC4J (Oracle AS), Weblogic und GlassFish betrieben werden.
EJBCA enthält ein modulares API für HSMs. Die Unterstützung ist vorbereitet für Hardware von nCipher, PrimeCardHSM, SafeNet ProtectServer, SafeNet Luna, Utimaco CryptoServer, AEP Keyper, ARX CoSign und andere HSMs mit PKCS#11-Schnittstelle.

## Funktionen
EJBCA stellt unter anderem die folgenden Funktionen zur Verfügung:
- RSA-Algorithmen für Schlüssel bis zu einer Länge von 8192 Bit
- Elliptic-Curve-DSA-Algorithmen
- die Hashfunktionen MD5, SHA-1 und SHA-2
- browserbasierte Administrations-GUI
- Export von Zertifikaten in den Formaten PKCS #12, JKS oder PEM
- Certificate Revocation Lists (CRLs).

## Unterstützte Protokolle
EJBCA unterstützt unter anderem die folgenden Protokolle:
- Simple Certificate Enrollment Protocol (SCEP), derzeit definiert in einem Entwurf der IETF
- Online Certificate Status Protocol (OCSP) mit der AIA-Erweiterung, definiert in RFC 2560[1]
- Teile des Certificate Management Protocols (CMP), definiert in RFC 4210[2]
- Synchrone XKMS-Anforderungen (Version 2)

## Unterstützte Datenbanken
EJBCA kann mit den Datenbanken Hypersonic, MySQL, PostgreSQL, Oracle, MS-SQL 2000, Derby, Informix und DB2 umgehen.